# نان فلزی
نان فلزن (به عربی: خبز_فلزی)، (به زبان اچمی - نونِ فَلَزی) نوعی نان محلی خودمونی و بسیار مرغوب در کوخرد در دهستان کوخرد و در بخش کوخرد شهرستان بستک و در مناطق مختلف شهرستان‌های بستک، لارستان، گراش، اوز و خنج و بیغرد در جنوب ایران است. نان فلزن نانیست بسیار مشهور و مرغوب در مناطق مختلف هرمزگان و بعضی مناطق استان بوشهر.
- «نان فـَلَزنِ» نانی است که با سرشت کردن آرد و با انداختن بر روی تاوه (تَوُه) درست می‌شود. این نان در استان هرمزگان شهرت فراوانی دارد.

در برخی مناطق جنوب استان فارس به این نان پَلَزی نیز می‌گویند. فلزی عربی شده پلزی است.
«فـَلَزنِ» یا «نان فـَلَزی» یک وعده غذایی مخصوص صبحانه است که در هنگام صبح خورده می‌شود، نانی بسیار خوشمزه و پرطرفدار است.

## نان فلزن با مهیاوه
«فـَلَزنِ» نانیست آمیخته به مهیاوه و روغن و با سرشت کردن آرد و نرم شدن آن، با انداختن بر روی تاوه (تَوُه) یا بریزه درست و پخته می‌شود. در روزگاران پیشین وقتی عروسی می‌شد عبدالله صالحی تمام فامیلها را با هم جمع می‌کرد و فلزن را برای صبحانه عروسی آماده می‌کد.

## وعدهٔ صبحانه
وعدهٔ صبحانه معمولاً شامل «نان فـَلَزنِ» با مهیاوه، روغن، پیاز، لیموترش، پنیر، خم مرغ، با سبزیجات که ممکن است با دانه‌های روغنی یا میوه‌ها نیز همراه شود. همچنین مصرف «فـَلَزنِ» به همراه توروشه، میل خیلی خوشمزه و مرغوب است.
بسیاری از متخصصین تغذیه، صبحانه را وعدهٔ بسیار با اهمیتی می‌دانند که در آغاز روز، انرژی و مواد مغذی مورد نیاز بدن را فراهم می‌کند.

## انواع نان‌های محلی در کوخرد و هرمزگان
- فلزن
- چو ولن
- ترشو
- نان نازک
- خمیر
- رقاق (لیتک)
- تفتو
- پَنجه کَش